# DCS: A-10C Warthog
DCS: A-10C Warthog — компьютерная игра в жанре авиасимулятора, вторая в серии Digital Combat Simulator (DCS), разработанная российской компанией Eagle Dynamics и выпущенная компанией The Fighter Collection. В России игру издаёт компания 1С, локализация имеет подзаголовок «Битва за Кавказ».

## Геймплей
В игре представлен американский штурмовик A-10C. Смоделированы большинство систем авионики, сенсоров и оружия, детально проработана динамика полёта (практически полностью вычисляемая в процессе игры, причем для каждого из значимых элементов самолета отдельно), кабина интерактивна (т.е. в ней с помощью мыши можно нажимать кнопки, вращать ручки управления итд, при этом корректно учитывается результат этих воздействий).
По словам разработчиков, игра «является самым реалистичным симулятором современных боевых самолетов».По сравнению с предыдущей частью DCS, в новой версии добавлены такие возможности, как активная пауза и генератор миссий, улучшена графика, добавлена и обновлена техника, управляемая игровым ИИ. Театр военных действий расширился на восток Грузии и в Северо-Кавказском федеральном округе.

## Отзывы
| Сводный рейтинг    | Сводный рейтинг |
| Агрегатор          | Оценка          |
| ------------------ | --------------- |
| Metacritic         | 87/100          |
| Иноязычные издания |                 |
| Издание            | Оценка          |
| IGN                | 8,0/10          |
| PC Gamer (US)      | 92/100          |

Игра получила «в основном положительные отзывы», согласно сайту-агрегатору Metacritic.
Американский журнал «PC Gamer» написал восторженную рецензию на «DCS: A-10C Warthog». В итоге журналисты написали: «Наиболее исчерпывающе подробный и реалистичный симулятор боевого реактивного самолёта, который вы сможете найти за пределами секретной базы вооруженных сил США».
IGN в рецензии на игру поставил ей 8 баллов из 10 со статусом «Great» (с англ. — «Отлично»). Журналисты отметили очень большое время загрузки уровней и «ультра»-сложность игры, которая позволит наслаждаться игрой лишь «закалённым ветеранам». Сотрудники сайта заявили, что «DCS: A-10C Warthog» является наиболее реалистичным и требовательным к игрокам игровым симулятором. Графика, в первую очередь её фотореализм, была оценена очень положительно, хотя были отмечены некоторые недостатки. Звук также был оценен хорошо: обозреватели отметили, что игра позволит игроку услышать всё то, что слышат «настоящие» боевые пилоты, однако они отметили небольшую склонность к чрезмерной драматизации в разговорах. В итоге журналисты заявили, что большое количество способов игры, внутриигровых кастомизаций, а также обновлений от разработчиков и модификаций от фанатов предоставляют большую реиграбельность и время жизни «DCS: A-10C Warthog».